# Distretto di Diecai
Il distretto di Diecai (叠彩区S, Diécǎi QūP) è un distretto della Cina, situato nella regione autonoma di Guangxi e amministrato dalla prefettura di Guilin.